# Sandro Gozi
Sandro Gozi (Sogliano al Rubicone, 25 de març de 1968) és un polític italià, antic subsecretari d'Estat per a Afers Europeus dels governs Matteo Renzi i Paolo Gentiloni.
A França, va ser assessor d'afers europeus al govern d'Édouard Philippe durant uns mesos. Des de l'1 de febrer de 2020, és membre del grup Renew Europe al Parlament Europeu, escollit a la circumscripció francesa de la llista del Renaixement promoguda pel president francès Emmanuel Macron i En Marche.
És president de l'Associació UE-Índia amb seu a Brussel·les i del Grup Spinelli. Des del 5 de maig de 2021 és secretari general de l'EDP.
És el representant de l'EDP a 'Team Europe', l'equip de tres que liderarà la campanya europea 'Renew Europe Now' a les eleccions europees de 2024.